# Malatijja
Malatijja – miejscowość w Egipcie, w muhafazie Al-Minja, w dystrykcie Maghagha. W 2006 roku liczyła 15 401 mieszkańców.